# Noot Seear
Noot Seear (nascida Renata Seear, em Vancouver, 5 de outubro de 1983) é uma modelo e atriz canadense.

## Vida e carreira
Seear nasceu em Vancouver, na Colômbia Britânica, Canadá. Ela foi descoberta pela agente e ex-modelo Selena Wallace em um shopping em Vancouver quando ainda era adolescente. Ela começou a trabalhar como modelo aos 13 anos, em sua própria cidade. Em 1997, aos 14 anos, ela mudou-se para Nova York e fez sua estréia em desfiles de moda no ano seguinte, na New York Fashion Week, para Calvin Klein, Daryl K e Ralph Lauren.
Ela apareceu em diversas campanhas para marcas como Chanel, Giorgio Armani, Kenzo, Pantene Pro-V, Ralph Lauren Polo Jeans, Kenneth Cole, Neiman Marcus, Alberta Ferretti, Rolex e Yves Saint Laurent, onde foi moldada como a Monalisa, de Leonardo da Vinci em 1998, sendo fotografada por Mario Sorrenti.
Seear também tem trabalhado como atriz, e interpretou Heidi no filme Lua Nova, de 2009.

## Filmografia
| Ano  | Filme           | Papel        | Notas                                                 |
| ---- | --------------- | ------------ | ----------------------------------------------------- |
| 2009 | Lua Nova        | Heidi        | Filme                                                 |
| 2007 | Kaya            | Modelo       | Série de televisão, episódio "Sympathy for the Devil" |
| 2006 | Whistler        | Holy         | Série de televisão, episódio "Scratching the Surface" |
| 2001 | Head Over Heels | Garota da CK | Filme                                                 |
| 1999 | Cold Squad      | Cindy        | Série de televisão, episódio "Dead End"               |